# Делла Ровер, Стефан
Стефан Габриэль Делла Ровере (англ. Stefan Gabriel Della Rovere; род. 25 февраля 1990, Ричмонд-Хилл, Канада) — канадский профессиональный хоккеист.

## Биография
Стефан Делла Ровере родился 25 февраля 1990 года в канадском городе Ричмонд-Хилл из провинции Онтарио. Позже переехал в город Мапл, на северо-западе от Торонто. В Мапле окончил школу «Сент-Джон оф Арк Католик». Выступал в молодёжной хоккейной лиге Торонто за различные клубы и команду города. В сезоне 2006/07 присоединился к команде «Баррис Кольтс», выступающий в хоккейной лиге Онтарио. За команду выступал до 2010 года, в 2009 году также провёл несколько матчей за «Саут-Каролина Стингрейз».
В 2009 году был вызван в молодёжную сборную Канады, стал чемпионом мира среди молодёжных команд. В следующем году также выступал за команду на первенстве мира, завоевал серебряные медали.
В 2008 году на драфте НХЛ права на хоккеисты были закреплены за клубом «Вашингтон Кэпиталс». В 2010 году клуб обменял его на Ди Джей Кинга в клуб «Сент-Луис Блюз». 1 декабря 2010 года Стефан дебютировал в Национальной хоккейной лиге, причём в матче против своей бывшей команды «Вашингтон».
28 сентября 2014 года перешёл в клуб американской хоккейной лиге «Торонто Марлис». Выступал за аффилированную команду клуба «Орландо Солар Беарз» в хоккейной лиге Восточного Побережья.
В 2015 году покинул североамериканский континент, подписал контракт с итальянским клубом «Вальпелличе». Сезон 2016/17 начинал в «Фассе», по ходу сезона перешёл в шотландский клуб «Брехэд Клэн».